# FC Sparta Bremerhaven
FC Sparta Bremerhaven is een Duitse voetbalclub uit de stad Bremerhaven.

## Geschiedenis
De club werd op 8 maart 1901 opgericht in restaurant Castle Garden als FC Sparta Bremerhaven met blauw-witte clubkleuren. De eerste vriendschappelijke wedstrijd tegen FC Glückauf werd met 4-1 gewonnen. In 1903 werd de club lid van de Fußballverband an der Unterweser. Eind 1905 werd de club FC 1895 Geestemünde opgeheven en een aantal leden sloten zich bij Sparta aan. In 1906 werd de naam gewijzigd in SC Sparta en de clubkleuren werden rood-wit. Sparta ging nu spelen in de competitie van Bremerhaven, een onderdeel van de Noord-Duitse voetbalbond. De club kon kampioen worden in 1911/12 en speelde een barrage wedstrijd tegen Bremer SC 1891 voor een ticket naar de Noord-Duitse eindronde, maar verloor beide wedstrijden met zware cijfers.
Tijdens de Eerste Wereldoorlog werden de activiteiten gestaakt. Na de oorlog werd de competitie van Bremerhaven opgeheven. Er kwamen een nieuwe competitie, genaamd Wezer-Jade. De club slaagde er echter niet in om naar de hoogste klasse te promoveren. In 1943 werd de club wel opgenomen in de nieuwe Gauliga Osthannover en eindigde daar in de middenmoot.
Op 18 september 1944 werd Bremerhaven gebombardeerd. De club hield hierna op te bestaan. Op 15 januari 1949 werd de club heropgericht. De club speelde in de lagere reeksen. In 1972 verhinderde voorzitter Fritz Oltmanns dat de club werd opgenomen in de grotere sportclub OSC Bremerhaven.
Op 22 juli 1988 speelde de club een vriendschappelijke wedstrijd tegen toenmalige topclub ASVS Dukla Praag, dat met 0-11 won. In juni 2001 speelde de club ter ere van het honderdjarig bestaan tegen Werder Bremen en verloor deze wedstrijd met 0-16. 
Op 30 juni 2012 sloot FC Bremerhaven zich bij de club aan waarop de naam in FC Sparta gewijzigd werd. Oorspronkelijk was een fusie tussen beide clubs gepland maar die werd niet doorgevoerd omdat de fusieclub dan niet in de Bremen-Liga zou kunnen spelen maar in de Landesliga. In 2015 degradeerde de club vrijwillig naar de Landesliga en eindigde daar een jaar later ook op een degradatieplaats. 